# When Worlds Collide
When Worlds Collide – trzeci album studyjny niemieckiej grupy muzycznej Maroon, wydany 24 marca 2006 nakładem Century Media Records.

## Utwory
1. „24HourHate” – 3:45
2. „And If I Lose, Welcome Annihilation” – 2:19
3. „Sirius” (przerywnik) – 0:54
4. „Wake Up In Hell” – 3:55
5. „Annular Eclipse” – 3:48
6. „Arcturus” (przerywnik) – 0:22
7. „Confessions of the Heretic” – 4:22
8. „There Is Something You Will Never Erase" – 4:00
9. „The Omega Suite pt. II” (instrumentalny) – 5:03
10. „Sword and Bullet” – 5:06
11. „Vermin” – 4:42
12. „Koo She” (przerywnik) – 0:27
13. „Below Existence” – 4:29

Utwór dodatkowy na wersji płyty wydanej w Japonii
- „Under the Surface”

## Twórcy
Członkowie grupy
- André Moraweck – śpiew, teksty[11]
- Sebastian Grund – gitara elektryczna[11]
- Sebastian Rieche – gitara elektryczna[11]
- Tom Eric Moraweck – gitara basowa, teksty[11]
- Nick Wachsmuth – perkusja[11]

Udział innych
- Jacob Hansen – produkcja muzyczna, inżynieria dźwięku, miksowanie, mastering, śpiew dodatkowy[11][8]
- Thomas „Karlo S.S.” Karlstedt – asysta inżynierii dźwięku, śpiew dodatkowy[11]
- Morten Sandager – keyboard w utworach na płycie[12]
- Mikkel Sandager (Mercenary) – śpiew w utworach „Annular Eclipse” i „Below Existence”[13][8][12]
- Roger Miret (Agnostic Front) – śpiew w utworze „There Is Something You Will Never Erase”[13][12]
- Mark „Barney” Greenway (Napalm Death) – śpiew w utworze „Under the Surface”[13][12]
- Paul Romano – projekt okładki
- Rudy De Doncker – fotografie

## Opis

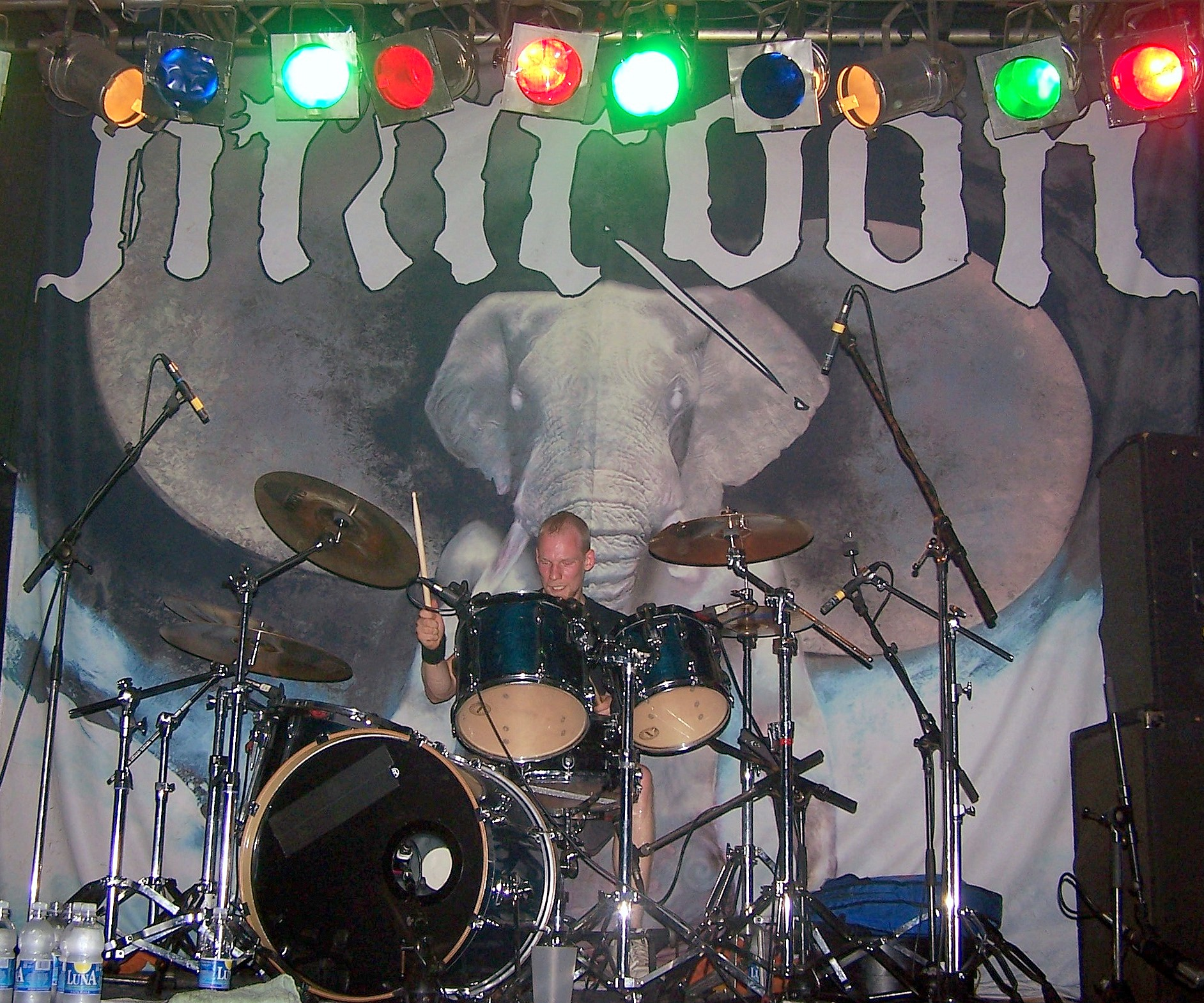
Obraz z okładki na koncercie Maroon w Monachium podczas trasy „Hell On Earth 2006”. Na pierwszym planie Nick Wachsmuth

- Pierwszy z utworów na liście, tj. „24HourHate”, został stworzony tuż po wydaniu poprzedniego albumu, Endorsed By Hate z 2006[12].
- Materiał na płytę był nagrywany, produkowany i miksowany od października 2005 do początku 2006 w należącym do Jacoba Hansena – Hansen Studios w Ribe (Dania)[11][12][14][15]. Część utworów i pomysłów powstała już w samym studio[12]. W nagrywaniu prócz Hansena był także pomocny członek grupy Suffering Souls, Thomas „Karlo S.S.” Karlstedt[12]. Założeniem muzyków przy tworzeniu materiału na płytę była jej treściowa różnorodność[12]. Wszyscy członkowie Maroon brali udział w układaniu kompozycji[12]. Nagrywanie trwało dwa tygodnie, a tydzień zajęło miksowanie[12].
- Gościnnie udzielili się na płycie muzycy zespołu Mercenary, którego producentem był także Hansen[12]. Partie wokalne wykonane przez amerykańskiego wokalistę Rogera Mireta z Agnostic Front zostały zarejestrowane przez Larsa Dietricha w Absence Studio podczas trasy koncertowej „Persistence Tour”[12][11].
- Płyta została wydana po zawarciu przez zespół z wytwórnią Century Media kontraktu o charakterze ogólnoświatowym[13]. Wytwórnia ta wyznaczyła datę premiery płyty na 18 kwietnia 2006[13].
- Muzycznie płyta zawierała więcej melodii[16] oraz wpływu klasycznego metalu[13]. Przyczynił się do tego nowy gitarzysta Sebastian Rieche – autor partii solowych[17]. Na płycie znalazły się trzy przerywniki oraz jeden utwór instrumentalny („The Omega Suite pt. II”), stanowiący kontynuację kompozycji z poprzedniej płyty i do którego partie klawiszowe stworzył Morten Sandager[18].
- Okładkę płyty wykonał Paul A. Romano[12][19][20]. Obraz przedstawia postać, którą stanowi ciało człowieka i głowa słonia, w tle której zderzają się dwie planety[20] (jednocześnie na pierwszym planie zaakcentowano wyraźniej dwie litery O w nazwie Maroon, imitując również wspomniane zderzenie planet)[11]. Zgodnie z wypowiedzią Andrégo Morawecka należy to rozumieć jako apel do zachowania odwagi i wściekłości nawet w najtrudniejszych chwilach tj. gdy zderzają się światy, wokoło panuje chaos i smutek, aby wówczas wkroczyć i walczyć[20]. Według słów Toma Erica Morawecka tytuł albumu stanowi odniesienie do różnorakiego rozumienia zderzających się światów w codziennym życiu[12]. Ukazana postać ma również symbolizować równouprawnienie ludzi i zwierząt[20]. W związku z wydaniem płyty powstało nowe logo zespołu[21].
- Autorem większości tekstów na płycie był Tom Eric Moraweck, zaś resztę dopisał jego brat André[12]. Według pierwszego z nich w tekstach uzewnętrzniono sprawy społeczne i niesprawiedliwość, ukazano męczarnie zwierząt, ponadto poruszono tematykę okultyzmu, cierpienie ludzi, wojny[12]. Drugi z braci, André, zainspirowany był codziennym życiem, wydarzeniami przedstawianymi w mediach, zabijaniem zwierząt, niszczeniem planety Ziemi, przy czym przyznał on, że będąc wściekłym na te wpływy i nie mając możliwości swego rodzaju wentylu w postaci pisania i występów scenicznych, mógłby stać się mordercą[20]. Według niego na płycie dominują tematy skupione wokół praw zwierząt, weganizmu, mitologii, religii, zwątpienia i wojny[22].
- Na płycie znalazły się utwory otwarcie manifestujące przywiązanie do ruchu straight edge, jak również aluzyjne odniesienia do wcześniejszych głosów dezaprobaty i krytyki mówiących o porzuceniu przez Maroon ducha straight edge. Już w pierwszym utworze na płycie tj. „24HourHate” zespół zawarł pojedyncze cytaty z muzycznej historii ruchu straight edge. Mianowicie są to zwroty:

- „Burn it down” – zespół hardcore z 1990 skupiający członków reprezentujących postawę hardline,
- „Destroy the machines” – tytuł płyty grupy Earth Crisis z 1995 (André Moraweck został entuzjastą tego albumu i utworów na nim zawartym)),
- „Hands off the animals” (pol. „Ręce precz od zwierząt”) – fraza z utworu „Cultured Sadism” zespołu Raid uchodzącego obok Vegan Reich jako pierwszy w środowisku vegan straight edge,
- „Firestorm” – wydawnictwo EP zespołu Earth Crisis z 1993.
- Jak przyznał Tom Eric Moraweck, ostatni utwór na płycie ma wydźwięk antywojenny i został zainspirowany książką Waltrauda Süßmilcha pt.: Im Bunker[18], opisującą przeżycia autora podczas bombardowań Berlina w 1945.
- W warstwie tekstowej utworu „Annular Eclipse” pojawiło się odniesienie do symboliki Uroboros.
- Przerywniki umieszczone na albumie, tj. „Sirius”, „Arcturus” i „Koo She”, odnoszą się nazw własnych gwiazd: Arktur, Syriusz oraz Koo She.
- We wkładce do płyty tekst utworu „Sword and Bullet” został poprzedzony cytatem datowanym na 1816 autorstwa Thomasa Rowlandsona (1756-1827), malarza angielskiego: ang. „Some find their death by sword and bullet, and some by fluids down the gullet” (pol. „Niektórzy znajdą śmierć od miecza i pocisku, a inni od płynów w przełyku”). Tekst utworu odnosi się do niszczenia zdrowia i powodowania śmierci w wyniku korzystania z używek (spożywanie napojów alkoholowych, palenie tytoniu).
- Tytuł When Worlds Collide nosi książka o tematyce fantastyczno-naukowej autorstwa Philipa Wylie i Edwina Balmera z 1933[24]. Na okładce tej publikacji również uwieczniono motyw zderzających się ciał niebieskich[25].
- Do utworu „Wake Up In Hell” został zrealizowany teledysk[26]. Utwory  „Wake Up In Hell” i „The Omega Suite Pt. II” znalazły się na ścieżce dźwiękowej do filmu horroru pt. Zombie Strippers z 2008[27][28].
- Już po zakończeniu działalności grupy, 9 października 2019 nakładem wytwórni Backbite Records została wydana edycja płyty w wersji winylowej i nakładzie 500 sztuk[29].